# 拯救我 (瑪丹娜歌曲)
〈拯救我〉（英語：Rescue Me）是美國女歌手瑪丹娜在1991年2月發行的歌曲，出自她的首張精選專輯《無暇精選輯》（The Immaculate Collection）。〈拯救我〉在告示牌單曲榜最高名次為第9名。

## 資料

### 歌曲簡介
〈拯救我〉和〈證明我的愛〉是收錄在瑪丹娜1990年首張精選輯《無暇精選輯》中的兩首新歌，〈證明我的愛〉已於1990年11月推出單曲，並獲得兩週冠軍銷售百萬張的好成績。第二首單曲〈拯救我〉是首半RAP型式的浩室舞曲，由瑪丹娜和她音樂上長期搭檔Shep Pettibone兩人共同創作編製，1990年代初期，美國樂壇盛行RAP曲風，排行榜上盡是一些饒舌歌曲和專輯在盤據前十名，所以不免俗的幾乎所有歌手當時都會在自己的歌曲裡面唸上幾句歌詞，另外也由於〈風尚〉的成功，瑪丹娜開始出現如浩室這種音樂類型的舞曲，而〈拯救我〉和〈證明我的愛〉也是典型RAP和浩室兩種曲風結合成的最佳例子。

### 商業成績
〈拯救我〉原先並不在發行單曲的名單之列，唱片公司僅計畫推出〈證明我的愛〉一首單曲而已，也因此沒有為〈拯救我〉拍攝音樂影片。但挾著單曲〈證明我的愛〉獲得兩週冠軍的餘威，〈拯救我〉在各大電台的點播率節節上升，點播名次登上第7名，此時唱片公司見勢才準備推出單曲。唯可惜的是，這首單曲推出時間距離〈證明我的愛〉已將近3個月，電台DJ的播放率或是歌迷的熱度都已經下降，更少了音樂影片來加強廣告宣傳，因此〈拯救我〉在單曲榜上爬升的後勁不若〈證明我的愛〉來的強勢。〈拯救我〉在1991年3月2日進入告示牌單曲榜的首週就空降第15名，創下瑪丹娜單曲在首週進榜名次的最高紀錄，3月23日來到它的最高成績第9名。〈拯救我〉在榜內一共只停留了8週時間，也創下了瑪丹娜單曲在榜內停留時間最短的紀錄。
不過〈拯救我〉在英國單曲榜上的成績不俗，1991年4月13日獲得第3名。